# Ґолоти (Куявсько-Поморське воєводство)
Ґолоти (пол. Gołoty, нім. Golotty) — село в Польщі, у гміні Уніслав Хелмінського повіту Куявсько-Поморського воєводства.
Населення — 229 осіб (2011).
У 1975-1998 роках село належало до Торунського воєводства.

## Демографія
Демографічна структура станом на 31 березня 2011 року:
|          | Загалом | Допрацездатний вік | Працездатний вік | Постпрацездатний вік |
| -------- | ------- | ------------------ | ---------------- | -------------------- |
| Чоловіки | 122     | 26                 | 77               | 19                   |
| Жінки    | 107     | 17                 | 64               | 26                   |
| Разом    | 229     | 43                 | 141              | 45                   |